# Едред Джон Генрі Корнер
Едред Джон Генрі Корнер англ. Edred John Henry Corner (12 січня 1906 — 14 вересня 1996) — британський вчений, ботанік, міколог, спеціаліст з фітоморфологіі.

## Біографічні відомості
У 1929 році закінчив Кембридзький університет, й далі вирушив досліджувати флору грибів Малайї, до 1939 року обіймав посаду заступника директора Сингапурського ботанічного саду. У період японської окупації (1942—1945 роки) залишався у Сингапурі та продовжував наукові дослідження, перебуваючи під домашнім арештом.
У 1946 році — експерт ЮНЕСКО (англ. Principal Field Scientific Officer) у країнах Латинської Америки.
У 1949 році на запрошення свого наукового керівника професора Брукса Корнер повернувся до Кембридзького університету як лектор з ботаніки. У 1955 році став членом Лондонського королівського товариства.
З 1959 року вів курс таксономії рослин, з 1966 року — професор тропічної ботаніки.

## Наукові досягнення
Перша робота Корнера була присвячена дискоміцетам. Результати досліджень публікувалися у вигляді серії статей в 1929—1930 роках та пізніше, до 1935 року. У статтях описана морфологія цих грибів, а також розглядаються питання еволюції плодових тіл аскомікотових грибів у зв'язку із особливостями росту апотецію.
У ті ж роки вивчалися і поліпорові гриби (Трутовикові), в результаті чого у 1932 році вченим було введено фундаментальне поняття морфології плодових тіл базидіомікотових — гіфальна система та запропоновано класифікацію гіфальних систем за типами. Концепція типів гіфальної системи згодом одержала широке поширення у науковому світі, вона використовувалася для опису морфології трутових грибів в роботах таких авторів, як Г. Каннінгем, З. Поузар, М. А. Бондарцева, Л. Рюварден, М. Донк, К. Бас, Х. Крайзель. Ці автори також доповнювали і уточнювали концепцію Корнера. Модернізовані класифікації типів гіфальних систем пропонували Е. Пармасто, Х. Клеменсон, С. П. Вассер і співавтори, ця концепція продовжує розвиватися і нині. Аж до 1990-х років вона кілька разів перероблялася самим Корнером з урахуванням нових наукових матеріалів.
Вчений займався також дослідженнями у галузі дендрології, вивчаючи болотисті ліси Джохора. На цю тему написана монографія «Придорожні дерева Малайї», яка з 1940 до 1988 року витримала три перевидання. Пізніше Корнер неодноразово повертався до дендрології. У 1949 році він опублікував статтю, в якій запропонував оригінальну «дуріанову теорію» походження дерев, пізніше були написані монографії «Життя рослин» (1964), «Природна історія пальм» (1966), «Насіння дводольних» (1976) та «Ліси прісноводних боліт Південного Джохора та Сингапуру» (1978).

## Нагороди
- 1960 — медаль Дарвіна «на знак визнання його видатних і оригінальних ботанічних робіт про тропічні ліси».
- 1970 — Медаль Ліннея;
- У 1985 році став першим лауреатом японської Міжнародної премії з біології.

## Епонім таксономічних імен
На честь Едреда Корнера названий рід грибів Corneromyces родини коніофорових (Coniophoraceae). В. Юліхом у 1979 році була описана родина Corneromycetaceae, на даний час входить до синоніміки родини коніофорових.